# Blackthorne
Blackthorne, i vissa europeiska länder Blackhawk, är ett spel utvecklat av Blizzard Entertainment, och utgivet till SNES och MS-DOS 1994, samt överfört till Sega 32X 1995 och Mac OS 1996. Spelet porterades också till Game Boy Advance 2003. 2013 lades spelet till på Battle.net, med gratis nedladdning via DOSBox.
Spelet, som är ett sidoscrollande plattforms- och skjutspel med inspiration från Prince of Persia, utspelar sig på planeten Tuul, och huvudpersonen Kyle Vlaros skall bekämpa Sarlac.

### Fotnoter
1. ↑  ”Blackhawk” (på svenska). Club Nintendo (Kungsbacka: Atlantic) (1 1995):  sid. 8. januari 1995. Läst 23 april 2014.
2. ↑  Sykes, Tom (3 november 2013). ”Blizzard's 16-bit platformer Blackthorne is now available as free download”. PC Gamer UK. Future plc. http://www.pcgamer.com/2013/11/03/blizzards-16-bit-platformer-blackthorne-is-now-available-as-free-download/. Läst 3 november 2013.
3. ↑  Thomas Petersson (5 december 2016). ”Hela historien om Blizzards alla PC-spel: del 1”. PC Games. Arkiverad från originalet den 24 oktober 2018. https://web.archive.org/web/20181024040820/https://www.pcgamer.se/2016/12/the-complete-history-of-blizzard-games-on-pc/. Läst 22 juni 2017.